# 何蓓蓓
何蓓蓓（1985年2月6日—），臺灣女演員，本名何姵蓓，臺南市私立德光高級中學、世新大學資訊傳播學系、阿爾托大學商業經營管理EMBA畢業。BH

## 電視劇
| 年 份  | 頻 道      | 劇 名                               | 飾 演        |
| 2008年 | 中視       | 《牽牛花開的日子》                  | 好友         |
| 2009年 | 中視       | 《藍海1+1》                         | 高茵茵       |
| 2010年 | 公視       | 《臺北叢林》                        | 李小雲       |
| 2011年 | 中視       | 《珍愛林北》                        | Annie        |
| 2011年 | 三立都會台 | 《勇士們》                          | 官鳳儀       |
| 2012年 | 台視       | 《女人花》                          | 玲兒/妙音    |
| 2014年 | 大愛電視台 | 《月娘》                            | 阿滿         |
| 2014年 | 大愛電視台 | 《望你早歸》                        | 鄭明珠       |
| 2014年 | 緯來電影台 | 《便利人生》                        | 王欣欣       |
| 2015年 | 華視       | 《小故事大啟發~生命勵劇場－阿弟仔》 | 廖曉娟       |
| 2015年 | 台視       | 《天若有情》                        | 劉雅文       |
| 2016年 | 大愛電視台 | 《阿燕》                            | 阿惜         |
| 2016年 | 客家電視台 | 《黑盒子》                          | 林孟茵       |
| 2016年 | 大愛電視台 | 《蘇足》                            | 怡婷         |
| 2017年 | 台視       | 《牡丹花開》                        | 米娜         |
| 2017年 | 中國大陸   | 《美人清除計畫》                    | 艾莎         |
| 2018年 | 三立台灣台 | 《金家好媳婦》                      | 金欣茹       |
| 2018年 | 大愛電視台 | 《曾經 我們一起12歲》               | 李梨瑟       |
| 2018年 | 大愛電視台 | 《智子之心》                        | 林美惠       |
| 2019年 | 華視       | 《鬥陣來鬧熱》                      | 劉淑慧       |
| 2019年 | 民視       | 《多情城市》                        | 劉加純       |
| 2022年 | 台視       | 《美麗人生》                        | 蔡明惠       |
| 2023年 | 緯來電影台 | 《開心鬼》                          | 洪慧敏       |
| 2024年 | 三立台灣台 | 《天道》                            | 魏珊珊孫珊珊 |
| 2025年 | 民視       | 《好運來》                          | 黃育欣       |

## 電影
- 2008年《新魯冰花：孩子的天空》飾演 古茶妹
- 2024年《看到靈魂的那隻眼 師公》飾演 海慧
- 2026年《農曆三月二十三》飾演

### MTV
- 2008年 唱不完的歌（No Name余憲忠）

## 主持作品

### 電視節目
- 2007年 衛視中文台《爆桿賓果王》
- 2008年 東森綜合台旅遊節目《萍水相逢》
- 2009年 《臺灣森林的故事》
- 2009年 《創意生財DIY》
- 2010年 緯來綜合台《打擊出去》助理主持
- 2011年 《棒球好好玩2》
- 2011年 《旅行臺灣》外景主持（推廣臺灣觀光節目）

## 外部連結
- 何蓓蓓的Facebook專頁
- 何蓓蓓的新浪微博
- 何蓓蓓的Instagram帳戶
- 何蓓蓓主持的Podcast 是我，何蓓蓓 （页面存档备份，存于）